# 保真
保真（1955年3月18日—），本名姜保真，是一位出生於臺灣嘉義的林學及農學學者與文學家。

## 生平
- 1955年，3月18日出生於嘉義地區。保真的母親劉長民是一位作家及基督徒，筆名「小民」[2]；她在中國抗日戰爭時升學被迫中斷，並因而結婚。[3]保真的先祖來自北京。[1] 童年時期，保真在母親及家人的引介下接觸許多文學作品。[3]
- 1973年，進入國立中興大學森林學系就讀；同時，他也開始寫作投稿。大學畢業後，保真先後入柏克萊加利福尼亞大學與瑞典農業科學大學取得碩士、博士學位。[1]後來，返回臺灣，並任教於國立中興大學森林學系。[1]
- 1975年，七月出版第一部中短篇小說集《水幕》。
- 1980年，三月出版第一部散文集《歸心》。

## 作品

### 小說

#### 短篇小說集
- 《水幕》(中短)，臺北：道聲出版社，1975年7月
- 《人性試驗室》，臺北：道聲出版社，1976年1月[1]
- 《邢家大少》，臺北：九歌出版社，1983年10月
- 《森林三部曲》，臺北：遠流出版公司，1989年6月[1]

#### 中篇小說
- 《大森林》，臺北：林白出版社，1978年3月
- 《失去的原始林》，臺北：道聲出版社，1978年10月
- 《林裡林外》，臺北：道聲出版社，1979年12月

### 散文
- 《歸心》，臺北：九歌出版社，1980年3月
- 《鄉夢已遠》，臺北：九歌出版社，1985年1月[1]
- 《孤獨的旅人》，臺北：純文學出版社，1986年9月
- 《兩盆長春籐》，臺北：九歌出版社，1989年1月
- 《生命旅途中》，臺北：九歌出版社，1992年2月
- 《種一棵希望的樹》，臺北：健行文化出版公司，1994年9月
- 《寒冬聽天方夜譚》，臺北：三民書局，1995年7月
- 《醒來，仍在江上》，臺北：健行文化出版公司，1997年5月
- 《大學不是蓋的》，臺北：校園書房，1999年10月
- 《希望的鐘聲響起》，臺北：九歌出版社，2003年5月

## 獲獎
- 中國文藝協會中國文藝獎章 (1978年)
- 第二屆時報文學獎小說優等獎 (〈兩代之間〉，1979年)
- 圖書金鼎獎-文學類優良圖書獎 (《刑家大少》，1984年)
- 第十一屆國家文藝獎散文獎 (《鄉夢已遠》，1985年)
- 第二十八屆中山文藝創作獎散文獎項 (《生命旅途中》，1993年)
- 第十一次中小學生優良課外讀物推介 (《生命旅途中》，1993年)
- 湯清基督教文藝獎[1]

## 外部連結
- 保真 - nmtl.gov.tw （页面存档备份，存于）